# ديلان كول
ديلان كول (بالإنجليزية: Dylan Cole)‏ هو لاعب كرة قدم أمريكية أمريكي، ولد في 19 مايو 1994 في سبرينغفيلد في الولايات المتحدة.

## وصلات خارجية
- ديلان كول على موقع مرجع كرة القدم المحترفة.كوم (الإنجليزية)